# Oscinoides
Oscinoides is een vliegengeslacht uit de familie van de halmvliegen (Chloropidae).

## Soorten
- O. arpidia Malloch, 1916